# Морея (новоизобретённый корабль)
«Морея» — парусный новоизобретённый корабль Азовской флотилии, участник русско-турецкой войны 1768—1774 годов.

## Описание судна
Представитель серии новоизобретенных кораблей типа «Азов». Всего в рамках проекта было построено семь двухмачтовых так называемых новоизобретённых кораблей второго рода. Длина корабля составляла 31,4—31,5 метра, ширина — 8,5—8,6 метра, а осадка — 2,6 метра. Первоначальное вооружение судна составляли шестнадцать орудий, включавшие, по сведениям из различных источников, четырнадцать 12- или 14-фунтовых пушек и две 1-пудовые гаубицы, однако при последующей тимберовке вооружение корабля было усилено. Экипаж судна состоял из 128 человек. Из-за уменьшенной осадки, предназначавшейся для обеспечения возможности преодоления мелководного бара Дона и перехода в Азовское море, «Морея», как и все новоизобретённые корабли, обладала посредственными мореходными качествами и остойчивостью.

## Предпосылки постройки
18 (29) ноября 1768 года правительством Российской империи было принято решение использовать старые «петровские» верфи для строительства кораблей, способных вести боевые действия в Азовском море, реке Дон и её притоках. Корабли были названы «новоизобретёнными», поскольку ни конструкцией, ни размерами не соответствовали строившимся до этого линейным кораблям. Для обеспечения возможности преодоления мелководного бара Дона было принято решение строить корабли с минимально возможной осадкой, однако это не лучшим образом сказалось на мореходных качествах этих судов. Несмотря на большое количество недостатков в конструкции новоизобрётенных кораблей, они продержались в составе флота порядка 15 лет.

## История службы
Корабль «Морея» был заложен на Икорецкой верфи в сентябре 1769 года и после спуска на воду 26 марта (6 апреля) 1770 года вошёл в состав Азовской флотилии России. Строительство вёл кораблестроитель в звании корабельного мастера И. И. Афанасьев.
Осенью 1770 года совершил переход с верфи в Таганрог, куда прибыл 24 сентября (5 октября).
Принимал участие в русско-турецкой войне 1768—1774 годов. В кампанию 1771 года входил в состав эскадры вице-адмирала А. Н. Сенявина, которая 17 (28) мая покинула Таганрог и вышла в крейсерское плавание в Азовское море. 21 июня (2 июля) эскадра пошла на сближение с неприятельским флотом, обнаруженным в Керченском проливе, однако турецкие корабли уклонились от боя и ушли. В августе и сентябре того же года входил в состав отряда капитана 1-го ранга Я. Ф. Сухотина, крейсировавшего в Чёрном море у южных крымских берегов до Кафы.
В кампанию 1772 года вновь находился в составе отряда капитана 1-го ранга Я. Ф. Сухотина, который в мае перешёл из Таганрога в Еникале, а затем до октября ушёл в крейсерское плавание к южным берегам Крыма. В кампанию следующего 1773 года с мая по июль выходил в крейсерские плавания в Чёрное море в составе различных отрядов, в том числе в составе отряда капитана 1-го ранга Я. Ф. Сухотина 29 мая (9 июня) принимал участие в атаке на турецкие суда в устье реки Кубань, а 30 мая (10 июня) был направлен в погоню за двумя неприятельскими судами, двигавшимися в сторону Тамани, и захватил одно из них. 4 (15) июля корабль в составе отряда пришёл в Балаклаву и был оставлен там для ремонта.
Новоизобретённый корабль «Морея» был разобран после 1774 года. В справочнике Ф. Ф. Веселаго «Общий морской список от основания флота до 1917 г.» также упоминается о том, что корабль затонул у Петровской крепости в 1771 году, однако в других справочниках данные сведения не подтверждаются.

## Командиры корабля
Командирами новоизобретённого корабля «Морея» в разное время служили:
- капитан-лейтенант Я. T. Карташёв (1770—1772 годы)[9];
- лейтенант Ф. И. Денисон (до июля 1773 года)[10];
- лейтенант Ф. Ф. Ушаков (в июле  1773 года)[10].

### Комментарии
1. ↑  В серию также входили новоизобретённые корабли «Азов», «Модон», «Таганрог», «Новопавловск», «Корон» и «Журжа».
2. ↑  103 фута.
3. ↑  28 футов.
4. ↑  8,5 фута
5. ↑  В некоторых источниках в качестве кораблестроителя ошибочно указывается его сын — С. И. Афанасьев.
6. ↑  Оказавшееся двухмачтовым турецким судном.